# Nuits-Saint-Georges
Nuits-Saint-Georges là một xã trong tỉnh Côte-d'Or, thuộc vùng Bourgogne-Franche-Comté của nước Pháp, có dân số là 5.573 người (thời điểm 1999). Nuits-Saint-Georges nằm giữa Beaune và Dijon, khoảng 20 km về phía nam của Dijon. Xã giáp ranh với Vosne-Romanée, là một làng nổi tiếng vì rượu vang.

## Nhân khẩu học
| 1962  | 1968  | 1975  | 1982  | 1990  | 1999  |
| ----- | ----- | ----- | ----- | ----- | ----- |
| 4.059 | 4.386 | 5.063 | 5.459 | 5.569 | 5.573 |

## Các thành phố kết nghĩa
- Bingen am Rhein, Đức,
- Hitchin, Hertfordshire, Anh,
- Tamines, Bỉ,
- Ichinomya, Nhật Bản,
- Avanos, Thổ Nhĩ Kỳ,

## Những người con của thành phố
- Maurice Boitel, họa sĩ
- François Thurot
- François Félix Tisserand, nhà thiên văn học